# Cử tạ tại Thế vận hội Mùa hè 2016 - 85 kg nam
Nội dung 85 kg nam môn cử tạ tại Thế vận hội Mùa hè 2016 ở Rio de Janeiro diễn ra vào ngày 12 tháng Tám tại Nhà thi đấu số 2 thuộc Riocentro.

## Lịch thi đấu
Tất cả tính theo Giờ Brasil (UTC-03:00)
| Ngày                | Giờ   | Nội dung |
| ------------------- | ----- | -------- |
| 12 tháng 8 năm 2016 | 10:00 | Nhóm B   |
| 12 tháng 8 năm 2016 | 19:00 | Nhóm A   |

## Kỷ lục
Trước trước giải đấu, đã tồn tại các kỷ lục thế giới và Olympic sau.
| Kỷ lục thế giới | Cử giật | Andrei Rybakou (BLR)   | 187 kg | Chiang Mai, Thái Lan | 22 tháng 9 năm 2007 |
| Kỷ lục thế giới | Cử đẩy  | Kianoush Rostami (IRN) | 220 kg | Tehran, Iran         | 31 tháng 5 năm 2016 |
| Kỷ lục thế giới | Tổng cử | Kianoush Rostami (IRN) | 395 kg | Tehran, Iran         | 31 tháng 5 năm 2016 |
| Kỷ lục Olympic  | Cử giật | Andrei Rybakou (BLR)   | 185 kg | Bắc Kinh, Trung Quốc | 15 tháng 8 năm 2008 |
| Kỷ lục Olympic  | Cử đẩy  | Pyrros Dimas (GRE)     | 215 kg | Sydney, Úc           | 23 tháng 9 năm 2000 |
| Kỷ lục Olympic  | Tổng cử | Andrei Rybakou (BLR)   | 394 kg | Bắc Kinh, Trung Quốc | 15 tháng 8 năm 2008 |

## Kết quả
| Hạng | Vận động viên                | Nhóm | Trọng lượng cơ thể | Cử giật (kg) | Cử giật (kg) | Cử giật (kg) | Cử giật (kg) | Cử đẩy (kg) | Cử đẩy (kg) | Cử đẩy (kg) | Cử đẩy (kg) | Tổng cử |
| Hạng | Vận động viên                | Nhóm | Trọng lượng cơ thể | 1            | 2            | 3            | Kết quả      | 1           | 2           | 3           | Kết quả     | Tổng cử |
| ---- | ---------------------------- | ---- | ------------------ | ------------ | ------------ | ------------ | ------------ | ----------- | ----------- | ----------- | ----------- | ------- |
| 1    | Kianoush Rostami (IRI)       | A    | 84.26              | 174          | 179          | 182          | 179          | 215         | 215         | 217         | 217 OR      | 396 WR  |
| 2    | Điền Đào (CHN)               | A    | 84.85              | 173          | 178          | 178          | 178          | 210         | 210         | 217         | 217         | 395     |
| 3    | Gabriel Sîncrăian (ROU)      | A    | 84.33              | 167          | 171          | 173          | 173          | 204         | 212         | 217         | 217         | 390     |
| 4    | Denis Ulanov (KAZ)           | A    | 84.95              | 170          | 175          | 175          | 175          | 215         | 215         | 215         | 215         | 390     |
| 5    | Oleksandr Pielieshenko (UKR) | A    | 84.73              | 170          | 173          | 175          | 175          | 210         | 210         | 212         | 210         | 385     |
| 6    | Petr Asayonak (BLR)          | A    | 84.24              | 165          | 170          | 173          | 170          | 201         | 207         | 215         | 207         | 377     |
| 7    | Pavel Khadasevich (BLR)      | A    | 84.47              | 166          | 170          | 173          | 170          | 195         | 201         | 201         | 195         | 365     |
| 8    | Faris Ibrahim (QAT)          | A    | 84.79              | 151          | 155          | 158          | 158          | 197         | 203         | 208         | 203         | 361     |
| 9    | Yoelmis Hernández (CUB)      | A    | 84.49              | 150          | 150          | 150          | 150          | 200         | 205         | 205         | 200         | 350     |
| 10   | Benjamin Hennequin (FRA)     | A    | 84.43              | 155          | 160          | 160          | 155          | 195         | 202         | 202         | 195         | 350     |
| 11   | Giovanni Bardis (FRA)        | B    | 84.63              | 160          | 160          | 165          | 165          | 185         | 190         | 192         | 192         | 357     |
| 12   | Theodoros Iakovidis (GRE)    | B    | 84.58              | 151          | 156          | 160          | 160          | 186         | 190         | 197         | 190         | 350     |
| 13   | Pascal Plamondon (CAN)       | B    | 85.00              | 150          | 155          | 155          | 155          | 185         | 185         | 190         | 190         | 345     |
| 14   | Yu Dong-ju (KOR)             | B    | 84.44              | 150          | 157          | 157          | 150          | 190         | 195         | 195         | 190         | 340     |
| 15   | Amar Mušić (CRO)             | B    | 84.58              | 140          | 145          | 150          | 150          | 180         | 180         | 186         | 186         | 336     |
| 16   | Richie Patterson (NZL)       | B    | 84.13              | 145          | 149          | 149          | 149          | 181         | 186         | 187         | 181         | 330     |
| 17   | Hoàng Tuấn Tài (VIE)         | B    | 84.27              | 135          | 140          | 145          | 145          | 172         | 180         | 185         | 180         | 325     |
| 18   | Welisson Silva (BRA)         | B    | 84.69              | 140          | 145          | 150          | 145          | 180         | 190         | 190         | 180         | 325     |
| 19   | Milko Tokola (FIN)           | B    | 84.79              | 140          | 145          | 148          | 145          | 170         | 175         | 175         | 175         | 320     |
| 20   | Khalid El-Aabidi (MAR)       | B    | 80.57              | 120          | 127          | 130          | 120          | 153         | 160         | 165         | 165         | 285     |
| 21   | Christian Amoah (GHA)        | B    | 83.52              | 121          | 125          | 130          | 130          | 153         | 153         | 157         | 153         | 283     |
| –    | Kyle Micallef (MLT)          | B    | 84.87              | 118          | 118          | 118          | DNF          | —           | —           | —           | —           | DNF     |
| –    | Arakel Mirzoyan (ARM)        | A    | 83.67              | 158          | 158          | 160          | 158          | —           | —           | —           | —           | DNF     |

 Antonis Martasidis (CYP) ban đầu có trong danh sách nhưng bị loại do dương tính với chất cấm trong buổi kiểm tra ngày 25 tháng Bảy.

## Kỷ lục mới
| Tổng cử | 396 kg | Kianoush Rostami (IRI) | WR |
| Cử đẩy  | 217 kg | Kianoush Rostami (IRI) | OR |